# Gorze

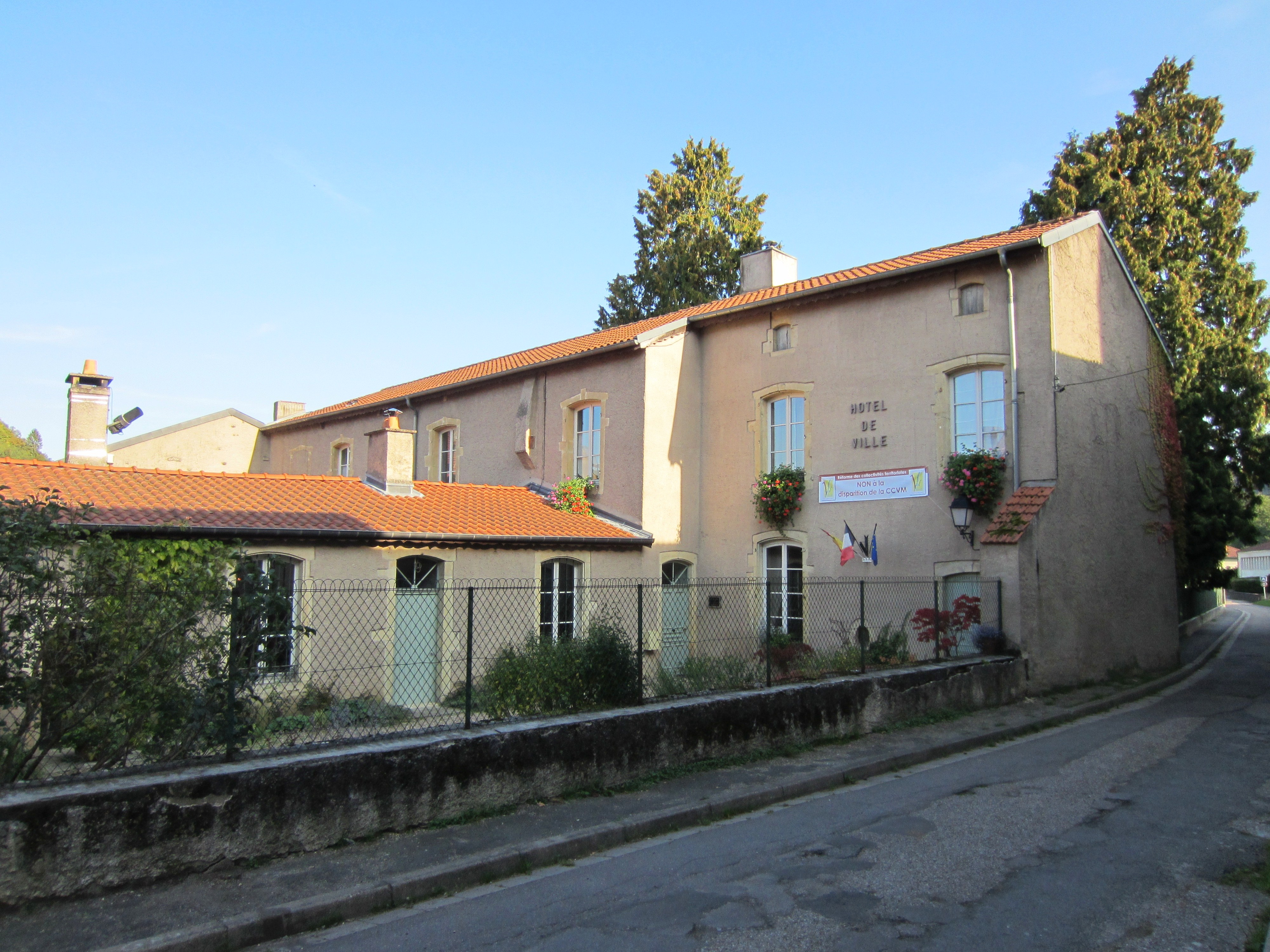
Rathaus (Hôtel de ville)

Gorze ist eine französische Gemeinde mit 1.133 Einwohnern (Stand 1. Januar 2022) im Département Moselle in der Region Grand Est (bis 2015 Lothringen).

## Geographie
Die Gemeinde Gorze liegt in Lothringen, rund 20 Kilometer südwestlich von Metz. Inmitten geschützter Wälder wird der Ort vom gleichnamigen Flüsschen Gorze durchflossen, das im nordwestlichen Gemeindegebiet weitgehend unterirdisch verläuft, erst knapp nördlich des Hauptortes wieder an die Oberfläche tritt und etwa sechs Kilometer weiter in die Mosel mündet. Die Gemeinde liegt im Regionalen Naturpark Lothringen.

## Geschichte
Der Ort entstand um das 748 von Chrodegang, Bischof von Metz, gegründete Benediktinerkloster Gorzia (Abtei Gorze). In der ersten überlieferten Urkunde von 748 stattete Hausmeier Pippin der Jüngere das unter seinen Schutz genommene Kloster mit Besitz aus (Regesta Imperii I., 57c). Als König schenkte Pippin seinem Kloster 761 weitere Güter (RI I.,93). Karl der Große bestätigte dem Kloster Besitzungen 773 und 788 (RI I.,154+294). Auch Ludwig der Fromme beurkundete 815 Klosterbesitz (RI I.,579). Kaiser Otto II. schenkte dem Kloster 973 und 982 zahlreiche Güter, darunter den gesamten Besitz eines gefallenen Grafen (RI II.,632+879).
Um 930 war das Kloster Zentrum der Gorzer Reform geworden. Papst Benedikt VII. persönlich empfahl 976 einem Mönch, sich zur Erlernung der neuen monastischen Regeln nach Gorzia zu begeben (RI II.,F550).
Gorze wurde 1661  Frankreich einverleibt.
Durch den Frankfurter Frieden vom 10. Mai 1871 kam die Region an das deutsche Reichsland Elsaß-Lothringen, und der Flecken und Kantonshauptort wurde dem Landkreis Metz im Bezirk Lothringen zugeordnet. Die Landwirte der Ortschaft betrieben Getreide-, Wein-, Obst- und  Gemüsebau. Am 2. September 1915 erhielt der Ort durch kaiserliche Verordnung den amtlichen Namen Gorz.
Nach dem Ersten Weltkrieg musste die Region aufgrund der Bestimmungen des Versailler Vertrags 1919 an Frankreich abgetreten werden und wurde Teil des Département Moselle.
Im Zweiten Weltkrieg war die Region von der deutschen Wehrmacht besetzt. Der Ort trug von 1940 bis 1944 den eingedeutschten Namen Gorschen.
Von 1912 bis 1933 verband die Elektrische Bahn Novéant–Gorze Gorze mit der Nachbargemeinde Novéant an der Bahnstrecke Lérouville–Metz, damit hatte die Gemeinde für etwas mehr als 20 Jahre Anschluss an das lothringische Eisenbahnnetz.

### Bevölkerungsentwicklung
| Jahr      | 1962 | 1968 | 1975 | 1982 | 1990 | 1999 | 2007 | 2019 |
| Einwohner | 1203 | 1122 | 1204 | 1254 | 1389 | 1392 | 1260 | 1157 |

## Sehenswürdigkeiten
- St. Étienne, ehemalige Laienkirche der Abtei Gorze, erstes Viertel des 13. Jahrhunderts
- St. Pierre und St. Paul, ehemalige Stiftskirche, 13. Jahrhundert (nicht erhalten)
- Abteipalast (erbaut 1696–1699)
- Kapelle St. Clément (1603)

Ehemalige Sehenswürdigkeit:
- Abteikirche (11. Jahrhundert), 1609 abgerissen

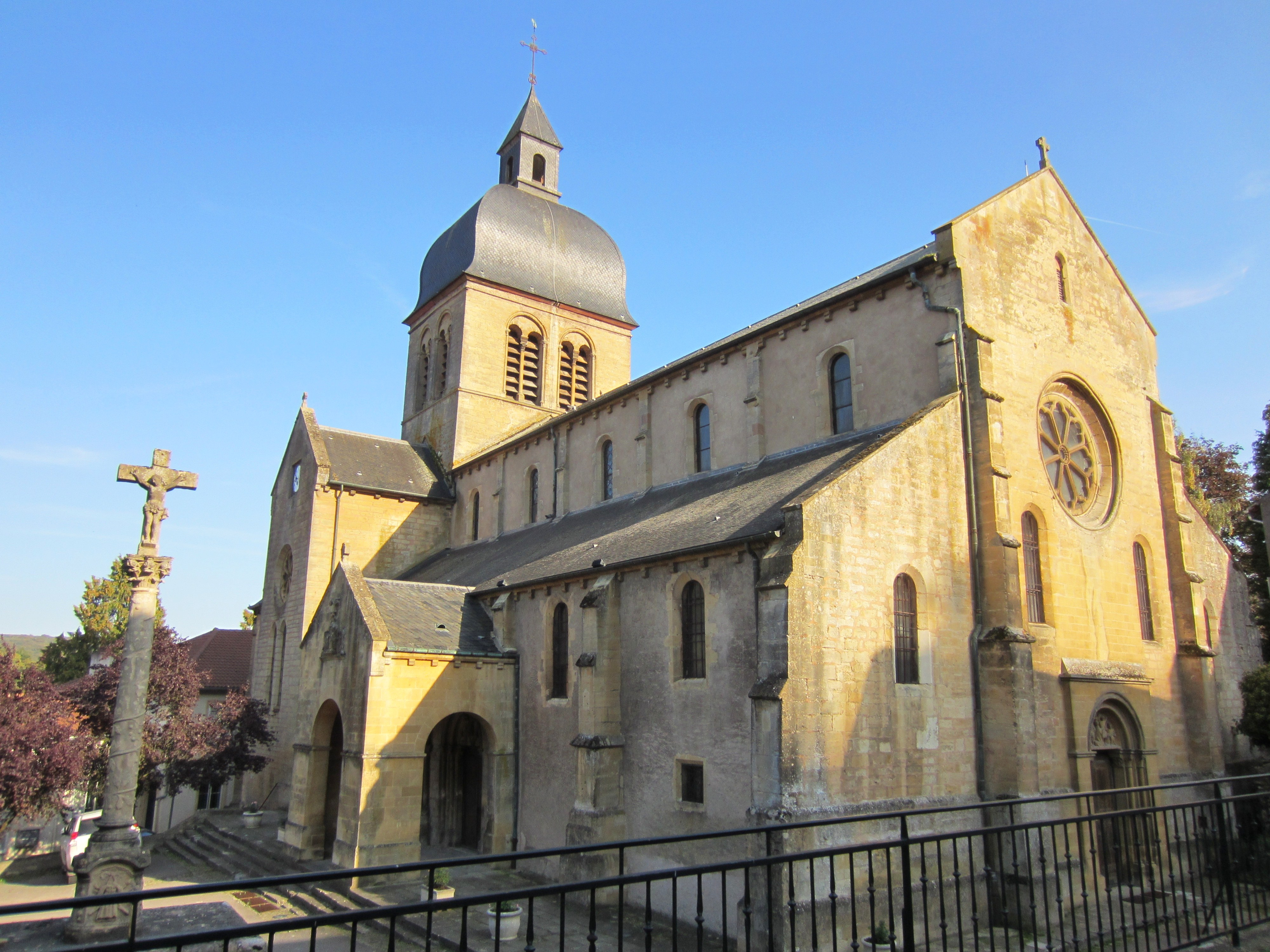
Kirche St. Étienne
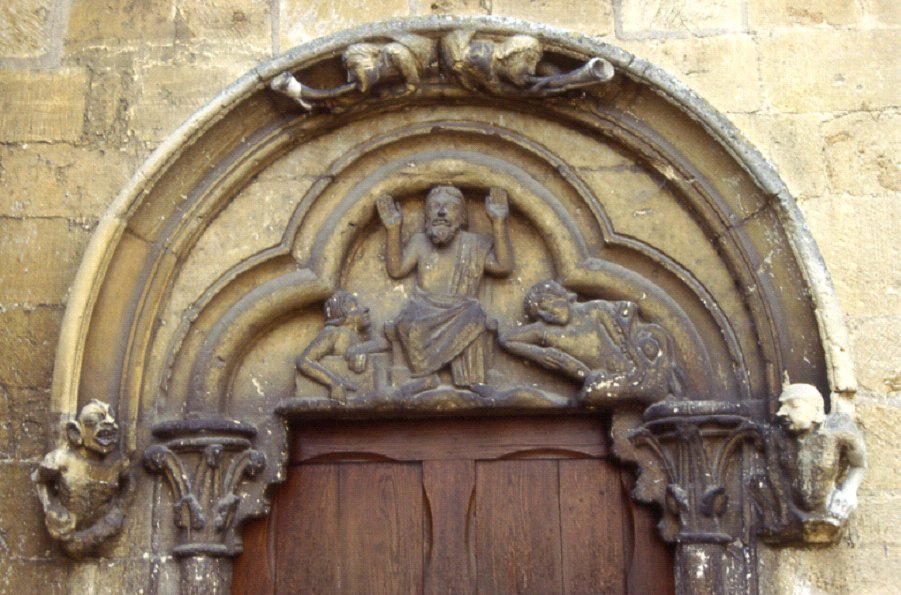
Ehem. Stiftskirche, Tympanon des Seitenportals
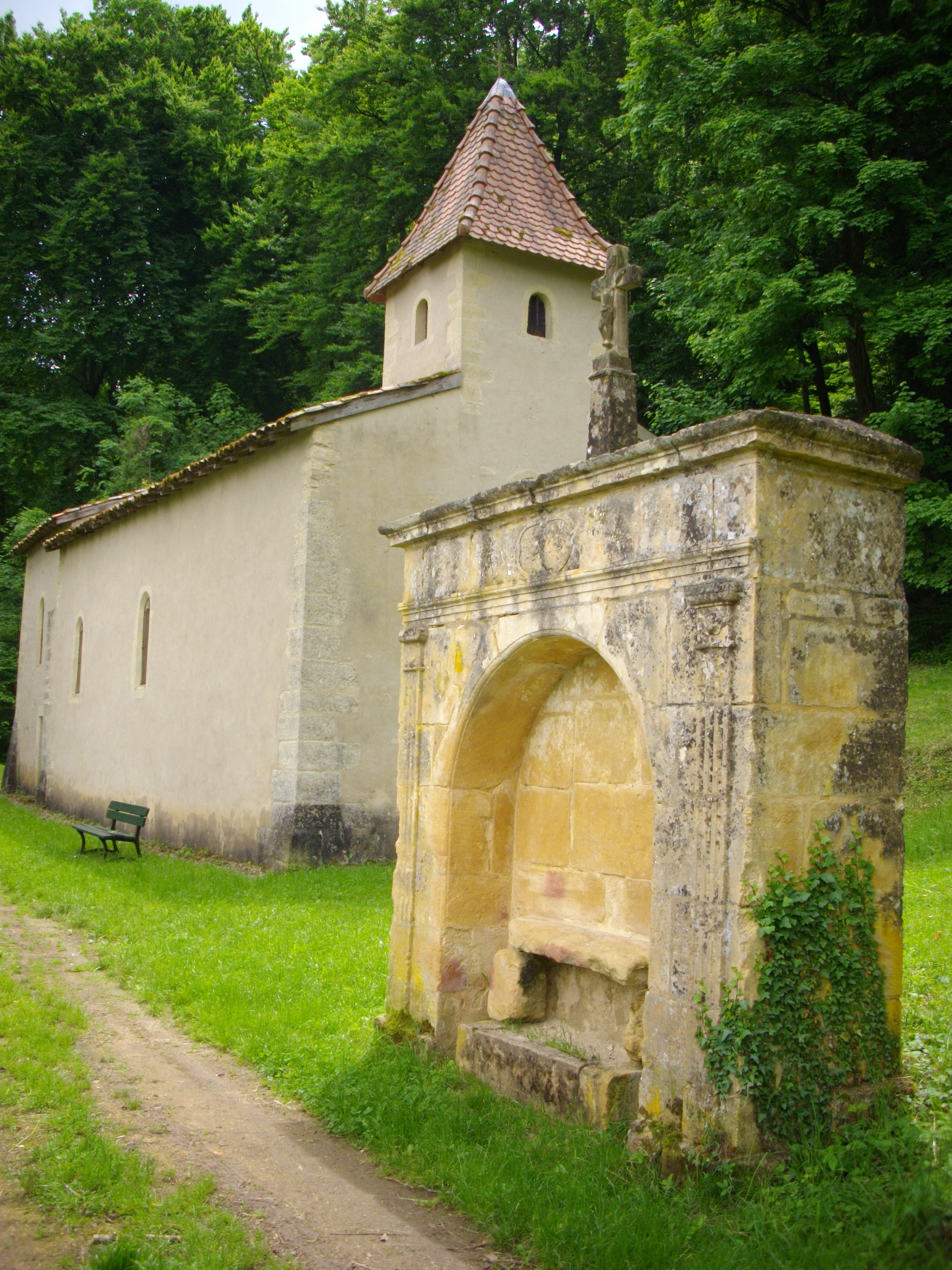
Kapelle St. Clément
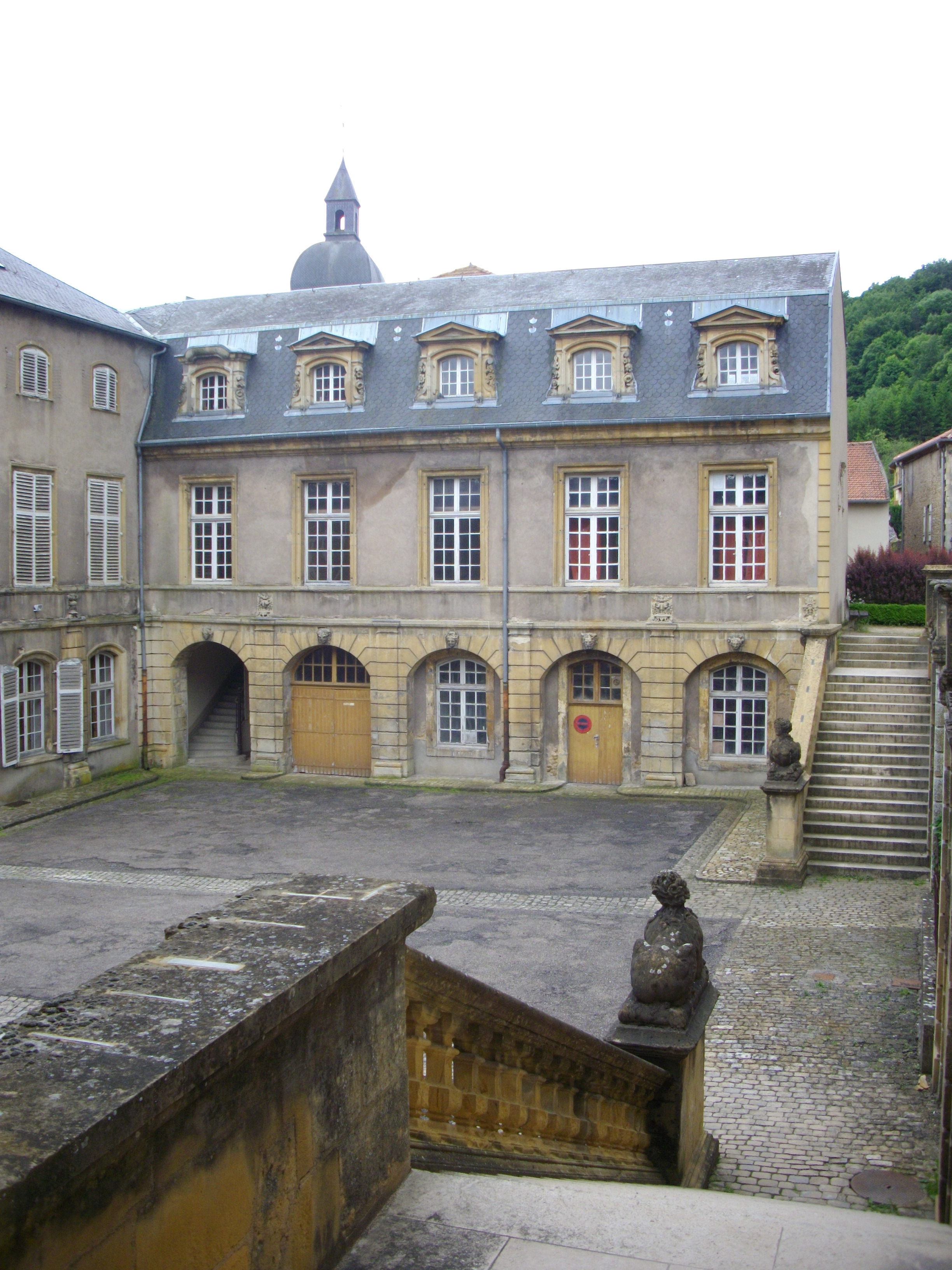
Abteipalast
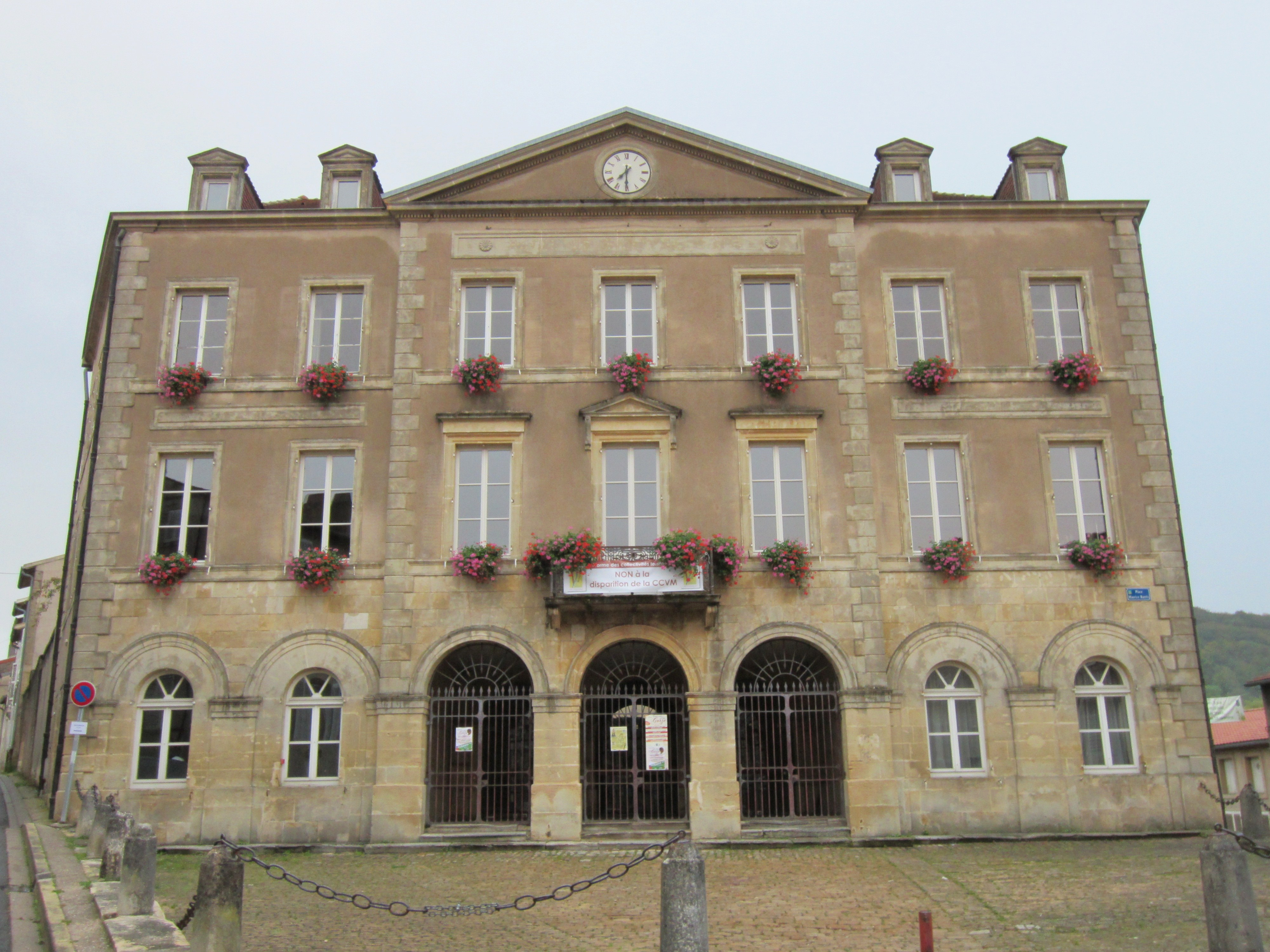
Ehemaliges Rathaus